# Майкл Роуч
Майкл Роуч (нар. 17 грудня 1952) — американський нетрадиційний вчитель тибетського буддизму, перша людина Заходу, яка двадцять років прожила в суворих умовах тибетських монастирів і заслужила титул геше в монастирі Сера́ в Тибеті — своєрідний «докторський ступінь» буддизму. Він заснував проект зі збереження азійської літературної спадщини (Asian Classics Input Project — ACIP), який представляє собою, напевно, найбільше в світі зібрання манускриптів древньої Азії.
Майкл — автор декількох світових бестселерів, що популяризують духовні вчення Сходу. Крім того, він перекладач з санскриту і тибетської, його перу належить понад тридцять перекладів буддійських текстів.